# 泉州公交10路
泉州公交10路是中华人民共和国泉州市境内的一条公共交通线路，全程20.4公里。起讫点为文化宫至河市公交车站，运营时间为文化宫：6:30-19:00，河市公交车站：6:25-19:00

## 历史
- 1969年10月，泉州市人民汽车公司（原泉州公交公司在文革期间的名称，公交集团前身）开通河市专线。初期运行区间为体育场-河市，途经中山北路、东街、福厦路至琯头附近左转，折县道至河市。初期每日开行6班（约合2小时一班）
- 1985年，因中山路、东街实行大客车通行禁令。10路取消途经东街、中山北路、体育场，改为途经温陵北路、九一街至文化宫始发终到。
- 1990年，河市专线班次增加至每日24班。
- 1993年，泉州公交将河市专线编为10路，并更换为10部华西牌CDL6602型汽油无空调小巴。运营时间调整为冬季6:10-17:40，夏季6:00-18:00
- 1996年1月9日，因线路客源纠纷。当日11时至次日下午4时，10路6部运营车辆遭遇河市镇9部个体户小巴扣留阻挠运营，造成运营中断。[1]
- 1998年12月2日，因九一街交通优化需要。10路自该日起取消途径九一街、温陵北路，改为途径南俊路、东街、东湖街至东湖影院后原线行驶，其它不变。[2]
- 1998年12月22日，因与罗马客运专线在途经路线上起较大冲突，10路全线运营车辆遭遇来自罗马专线经营者的阻挠3小时[3]
- 2002年10月1日，10路更换为10部亚星JS6730C79型柴油空调客车[4]
- 2004年1月8日，10路执行最后一次春运期间价格上浮。票价调整为：文化宫至师专1元／人，师专至群山1元／人，群山至双阳1.5元/人，双阳至河市1元／人。2月19日恢复原有票价
- 2007年8月5日，10路闽CY0777号车途径普贤路时，因一辆同向行驶的摩托车突然刹车，造成摩托车后座老妇掉落而被该车碾压，并造成该名乘客当场身亡[5]
- 2008年1月14日，10路一部运营车辆在途经普贤路电力学院路段时，遭遇后方一部皮卡车追尾，造成10路该车车身损坏[6]
- 2010年9月28日，10路更换为12部福达FZ6890UF3G3型柴油空调公交车[7]
- 2013年6月26日，10路取消有人售票，并启用无人售票制度。至此，10路成为泉州公交发展有限公司最后一条取消有人售票的线路。同日，10路启用泉通卡刷卡支付[8]
- 2013年8月21日，10路启用刷“泉通卡免0.5元”计价方式。使用泉通卡乘坐10路，可免除位数的0.5元人民币。投币计价则不变[9]
- 2014年5月15日，10路一部运营车辆在途经少林路时，遭遇来自后方203路追尾，造成10路该车后挡风玻璃破损[10]
- 2014年12月，因朋山岭立交桥建成后取消上下村公交站台，10路自该日起取消停靠上下村站[11]
- 2015年10月，10路启用新首末班时间。时间调整为文化宫6:30-18:13冬/18:40夏，河市6:25-18:22[12]
- 2018年7月18日，10路接手并更换自19路退下的14部金旅XML6105JHEVE8C1型柴油插电式混合动力空调公交车，原有FZ6890UF3G3封存，配车数不变
- 2019年5月，10路延长末班发车时间，双向末班均调整为19:00发车，不再区分冬夏时间。
- 2020年1月27日，为配合洛江区交通局关于新型冠状病毒肺炎防控要求。10路自当日首班起暂停运行至2月17日。
- 2020年2月18日，10路恢复运营。
- 2021年7月16日，受城北快速路F匝道施工，北清东路剑影学校路段封闭影响。自该日起10路临时取消停靠北清东路中石油站，改为途径城北路、泉山路南段至花博园站后原线行驶。运营时间、票价不变。[13]
- 2022年1月1日，城北快速F匝道完工通车，10路恢复途径北清东路中石油站，取消途径城北路、泉山路南段。[14]
- 2022年3月16日，因疫情防控要求暂停中心市区范围内所有公交线路运营。10路自当日首班起暂停运营至4月15日。[15]
- 2022年4月16日，10路恢复运营，运营时间临时调整为文化宫7:30-17:40、河市7:30-17:50。[16]
- 2022年4月18日，10路运营时间恢复为文化宫6:30-19:00、河市公交站6:25-19:00。[17]
- 2022年10月10日，受阳光北路拓改影响，自该日起10路临时取消途径仕林坑、黑峰山、埔边、霞溪等站。改为途径双滨街、万虹路至浮桥村站后原线行驶。其它不变。[18]
- 2022年12月27日，受万虹路河市段拓宽改造影响，10路自该日起临时取消进入河市公交站，改为至河市始发终到。
- 2022年12月30日，自该日起10路双向增停双滨街口站。[19]
- 2023年2月4日，10路恢复途径仕林坑、黑峰山、埔边、霞溪等站，并增停双滨街口站。取消途径双滨街，其他不变。[20]
- 2024年7月8日，10路全线更换为3部金旅XML6855JEVW0C、6部大金龙XMQ6802AGBEVL2型空调电动巴士。原配13部XML6105JHEVE8C1退役。

## 站点
| 路线 | 路线   | 路线   | 所在地区、街道 | 所在地区、街道 | 站点名             | 备注                     |
| ---- | ------ | ------ | -------------- | -------------- | ------------------ | ------------------------ |
|      |        |        | 鲤城区         | 九一街         | 文化宫             | 起讫站                   |
|      |        |        | 鲤城区         | 南俊路         | 承天寺             |                          |
|      |        |        | 鲤城区         | 东街           | 泉州一院           |                          |
|      |        |        | 鲤城区         | 东街           | 东门               |                          |
|      |        |        | 丰泽区         | 东湖街         | 泉州华侨历史博物馆 | 原名 东湖影院            |
|      |        |        | 丰泽区         | 少林路         | 柑舍头             |                          |
|      |        |        | 丰泽区         | 少林路         | 圣福花苑           |                          |
|      |        |        | 丰泽区         | 少林路         | 后茂路口           |                          |
|      |        |        | 丰泽区         | 北清东路       | 泉州科技中学       | 分段点 原名 北清东路     |
|      |        |        | 丰泽区         | 北清东路       | 北清东路中石油     | 原名 剑影学校            |
|      |        |        | 丰泽区         | 泉山路         | 泉州木偶剧院       | 泉州歌舞剧院 原名 花博园 |
|      |        |        | 丰泽区         | 泉山路         | 花园头             |                          |
|      |        |        | 丰泽区         | 泉山路         | 清源山风景区       | 910医院路口              |
|      |        |        | 丰泽区         | 普贤路         | 田边村口           | 泉州信息工程学院         |
|      |        |        | 丰泽区         | 普贤路         | 田边               | 福建电力学院             |
|      |        |        | 丰泽区         | 普贤路         | 群石小学           |                          |
|      |        |        | 丰泽区         | 普贤路         | 戴厝               | 分段点                   |
|      | 上下村 |        | 丰泽区         | 普贤路         |                    |                          |
|      | 洛江区 | 朋虹街 | 山兜           |                |                    |                          |
|      | 洛江区 |        |                | 阳光南路       | 工业区路口         |                          |
|      | 洛江区 |        |                | 阳光南路       | 双阳街道办事处     | 分段点                   |
|      | 洛江区 |        |                | 阳光北路       | 双阳中学           |                          |
|      | 洛江区 |        | 双滨街口       | 阳光北路       |                    |                          |
|      | 洛江区 |        | 仕林坑         | 阳光北路       |                    |                          |
|      | 洛江区 |        | 黑峰山         | 阳光北路       |                    |                          |
|      | 洛江区 |        | 埔边           | 阳光北路       |                    |                          |
|      | 洛江区 |        | 霞溪           | 阳光北路       |                    |                          |
|      | 洛江区 |        |                | 万虹路         | 浮桥村             |                          |
|      | 洛江区 |        | 下庄路口       | 万虹路         |                    |                          |
|      | 洛江区 |        | 河市           | 万虹路         |                    |                          |
|      | 洛江区 |        |                | 万虹路         | 河市公交车站       | 起讫站                   |

## 票价
10路为分段计价，全程¥3.5，其中：
- 文化宫至科技中学：1元/人
- 科技中学至戴厝：1元/人
- 戴厝至双阳街道办事处：1元/人
- 双阳街道办事处至河市公交车站：1元/人
- 泉通卡普通卡9折，月票卡优惠无效，敬老卡、爱心卡有效。
- 可使用泉城通APP及支付宝、云闪付、微信乘车码支付

## 配车
10路配车数总计9部，其中：
- 金旅XML6855JEVW0C 3部
- 大金龙XMQ6802AGBEVL2  6部

- 福达FZ6890UF3G3
（2010.9 - 2018.7）
- 金旅XML6105JHEVE8C1
（2018.7 - 2024.7）
- 金旅XML6855JEVW0C
（2024.7 - ）

## 相关
- 泉州公交线路列表